# アメリカ合衆国国務省東アジア・太平洋局

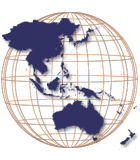
東アジア・太平洋局

アメリカ合衆国国務省における、東アジア・太平洋局（ひがしアジア・たいへいようきょく、Bureau of East Asian and Pacific Affairs、EAP）は、アジア太平洋地域に関する政治的問題に対処し、これらの地域の国々と合衆国との間の外交関係および外交政策を扱う行政機関である。国務次官（政治担当）の管轄下にあり、国務次官補（東アジア・太平洋担当）が監督責任を負う。

## 組織
- オーストラリア・ニュージーランド・太平洋諸島部（Office of Australia, New Zealand, and Pacific Island Affairs）
- 中国・モンゴル部（Office of Chinese and Mongolian Affairs）
- 地域安保政策部（Office of Regional and Security Policy）
- 広報部（Office of Public Affairs）
- 日本部（Office of Japanese Affairs）
- 東南アジア大陸部（Office of Mainland Southeast Asian Affairs） – ミャンマー、カンボジア、ラオス、タイ王国、ベトナムに関する政策を調整する。
- 東南アジア海洋部（Office of Maritime Southeast Asian Affairs） – ブルネイ、インドネシア、マレーシア、フィリピン、シンガポール、東ティモールに関する政策を調整する。
- 韓国部（Office of Korean Affairs） – 北朝鮮、韓国に関する政策を調整する。
- 公共外交部（Office of Public Diplomacy）
- 多国間問題部（Office of Multilateral Affairs） – 東南アジア諸国連合、アジア太平洋安全保障協力会議、東南アジア諸国連合地域フォーラムに関する政策を調整する。
- 台湾調整部（Office of Taiwan Coordination）
- 経済政策部（Office of Economic Policy）
- 事務長室（Office of the Executive Director）